# 反正话 (相声)
反正话为马季创作，由马季等共计两人表演的相声。《反正话》为马季的早期作品，也同是以反正话为题材的少数相声之一。

## 关于
反正话所说的是两个相声演员在探讨相声，前者认为后者不能说相声，而后者自己不但能说，而且说的非常出色，因此前者开始使用反正话考试对方。后因为两者之间的误解而闹出了诸多笑话。

## 相关
- 反正话
- 相声
- 马季